# Élection présidentielle chypriote de 2023
L’élection présidentielle chypriote de 2023 se déroule les 5 et 12 février 2023 afin d'élire le président de la république de Chypre.
Le président en exercice Níkos Anastasiádis n'est pas candidat à sa réélection, la constitution limitant à deux le nombre de mandats présidentiels consécutifs.
Níkos Christodoulídis, candidat indépendant soutenu par les partis DIKO, EDEK, DIPA et KA, et Andréas Mavroyiánnis, candidat indépendant soutenu par AKEL, se qualifient pour le second tour, remporté par Christodoulídis.

## Contexte

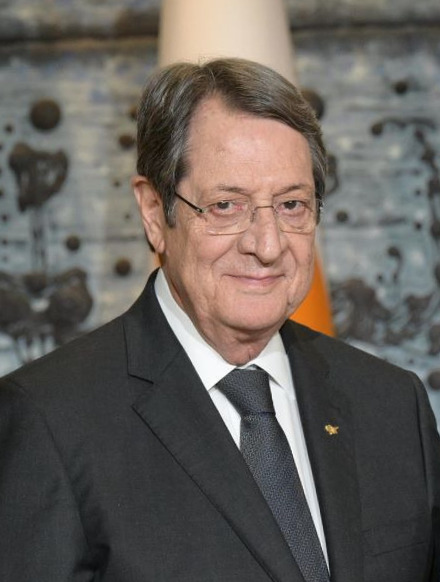
Níkos Anastasiádis

L'élection présidentielle de 2018 voit la victoire au second tour du président sortant Níkos Anastasiádis, issu du Rassemblement démocrate (DISY). Fort de son bon bilan économique depuis son élection en 2013 alors que se font vivement sentir les conséquences de la Grande récession dont notamment la crise de la dette publique grecque, Anastasiádis l'emporte largement sur le candidat du Parti démocrate (DIKO), Nikólas Papadópoulos.
Les élections législatives organisées trois ans plus tard voient le Rassemblement démocrate se maintenir en tête, suivi du Parti progressiste des travailleurs (AKEL). Les deux formations enregistrent néanmoins un léger recul dans un contexte de fragmentation inédite de la Chambre des représentants et de montée de l’extrême droite portée par le Front populaire national (ELAM). Le scrutin conduit également à l'émergence de nouvelles formations, dont le Front démocratique (DIPA).
Le second mandat de Níkos Anastasiádis est par ailleurs marqué par la victoire surprise en Chypre du Nord d'Ersin Tatar à l'élection présidentielle de 2020. Ce dernier bénéficie du soutien très affiché du président turc Recep Tayyip Erdoğan, tandis que la défaite du président sortant Mustafa Akıncı représente alors celle des partisans de la réunification de l'île,,
Les préoccupations des électeurs portent en particulier sur la hausse des prix, notamment de l'énergie et de la nourriture, aboutissant à une grève générale fin janvier. La question de la corruption est également au centre des débats après notamment le scandale des passeports dorés, qui a entaché l'image du gouvernement.

## Système électoral
Le président chypriote est élu au scrutin uninominal majoritaire à deux tours pour un mandat de cinq ans renouvelable une seule fois de manière consécutive.
Est élu au premier tour le candidat qui réunit la majorité absolue des suffrages exprimés. À défaut, les deux candidats arrivés en tête s'affrontent lors d'un second tour organisé une semaine plus tard. Le candidat qui réunit le plus de voix au second tour est déclaré élu.

## Principaux candidats
Trois candidats dominent la campagne : Níkos Christodoulídis, Avérof Neofýtou et Andréas Mavroyiánnis.
Ancien porte-parole du gouvernement Anastasiádis I (2013-2018), puis ministre des Affaires étrangères du gouvernement Anastasiádis II (2018-2022), Níkos Christodoulídis est membre du Rassemblement démocrate (DISY). Il déclare publiquement le 9 janvier son intention de se présenter candidat à l'élection présidentielle. Il est cependant rapidement désavoué par son parti et par le gouvernement qui lui retire peu après son ministère, ce qui le conduit à se présenter en candidat sans étiquette. Sa candidature a le soutien du Parti démocrate (DIKO), du Mouvement pour la social-démocratie (EDEK), du Front démocratique (DIPA) et du Mouvement solidarité (KA).
Ancien maire de Pólis (1991-1998), ancien ministre de la Communication et des Travaux publics du gouvernement Klirídis II (1999-2003), puis député depuis 2006, Avérof Neofýtou est à la tête depuis 2013 du Rassemblement démocrate, dont il est le candidat officiel. 
Andréas Mavroyiánnis occupe successivement les postes de directeur du bureau du ministre des Affaires étrangères (1995-1997), ambassadeur de Chypre en Irlande, France, Andorre, Tunisie et Maroc (1997-2002), représentant permanent de Chypre auprès de l'ONU puis de l'UE (2003-2011), ministre adjoint auprès du président de la République chargé des Affaires européennes (2011-2013), négociateur pour la solution du problème chypriote depuis 2013 et enfin membre de la Commission du droit international des Nations unies depuis 2023. Il se présente à l'élection présidentielle en candidat indépendant. Sa candidature a le soutien du Parti progressiste des travailleurs (AKEL) et de Changement de génération.
Chrístos Chrístou (en), président du Front populaire national (ELAM) depuis 2008 et député depuis 2016 se présente comme candidat officiel de son parti.
L'ancien directeur du comité des droits humains de l'Association du Barreau de Chypre Achilléas Dimitriádis, membre fondateur de l'ONG « Truth Now », avocat spécialisé en droits humains et propriété intellectuelle depuis 1988 et membre du Chartered Institute of Arbitrators se présente en candidat indépendant. Il est soutenu par le parti « Famagusta for Cyprus ».
L'avocat et ancien député Giórgos Kolokasídis, ancien dirigeant du Parti démocrate, se présente à l'élection en candidat indépendant.
L'ancien recteur de l'université de Chypre, Konstantínos Christofídis, membre du comité de direction du mouvement politique Nouvelle Vague - l'Autre Chypre est le candidat officiel de son parti.

## Sondages

### Premier tour
Pour des raisons techniques, il est temporairement impossible d'afficher le graphique qui aurait dû être présenté ici.

### Second tour
Pour des raisons techniques, il est temporairement impossible d'afficher le graphique qui aurait dû être présenté ici.

## Résultats
| Candidats                | Candidats                 | Partis                   | 1er tour | 1er tour | 2d tour | 2d tour |
| Candidats                | Candidats                 | Partis                   | Voix     | %        | Voix    | %       |
| ------------------------ | ------------------------- | ------------------------ | -------- | -------- | ------- | ------- |
|                          | Níkos Christodoulídis     | Indépendant              | 127 309  | 32,04    | 204 867 | 51,97   |
|                          | Andréas Mavroyiánnis      | Indépendant              | 117 551  | 29,60    | 189 335 | 48,03   |
|                          | Avérof Neofýtou           | DISY                     | 103 748  | 26,11    |         |         |
|                          | Chrístos Chrístou         | ELAM                     | 23 988   | 6,04     |         |         |
|                          | Achilléas Dimitriádis     | Indépendant              | 8 137    | 2,04     |         |         |
|                          | Konstantínos Christofídis | Volt                     | 6 326    | 1,59     |         |         |
|                          | Giórgos Kolokasídis       | Indépendant              | 5 287    | 1,33     |         |         |
|                          | Aléxios Savídis           | Indépendant              | 2 395    | 0,60     |         |         |
|                          | Charálambos Aristotélous  | Indépendant              | 866      | 0,22     |         |         |
|                          | Celestina De Petro        | Indépendant              | 575      | 0,14     |         |         |
|                          | Andrónikos Zervídis       | Indépendant              | 341      | 0,09     |         |         |
|                          | Ioulía Chóvrina-Komninoú  | ERKK                     | 330      | 0,08     |         |         |
|                          | Andréas Efstratíou        | Indépendant              | 299      | 0,08     |         |         |
|                          | Loúkas Stávrou            | ΕΚΑΝ                     | 165      | 0,04     |         |         |
|                          |                           |                          |          |          |         |         |
| Votes valides            | Votes valides             | Votes valides            | 397 317  | 98,27    | 394 202 | 96,95   |
| Votes invalides          | Votes invalides           | Votes invalides          | 5 333    | 1,32     | 8 428   | 2,07    |
| Votes blancs             | Votes blancs              | Votes blancs             | 1 671    | 0,41     | 3 986   | 0,98    |
| Total                    | Total                     | Total                    | 404 321  | 100      | 406 616 | 100     |
| Abstention               | Abstention                | Abstention               | 156 952  | 27,96    | 154 657 | 27,55   |
| Inscrits / participation | Inscrits / participation  | Inscrits / participation | 561 273  | 72,04    | 561 273 | 72,45   |

## Analyse et conséquences

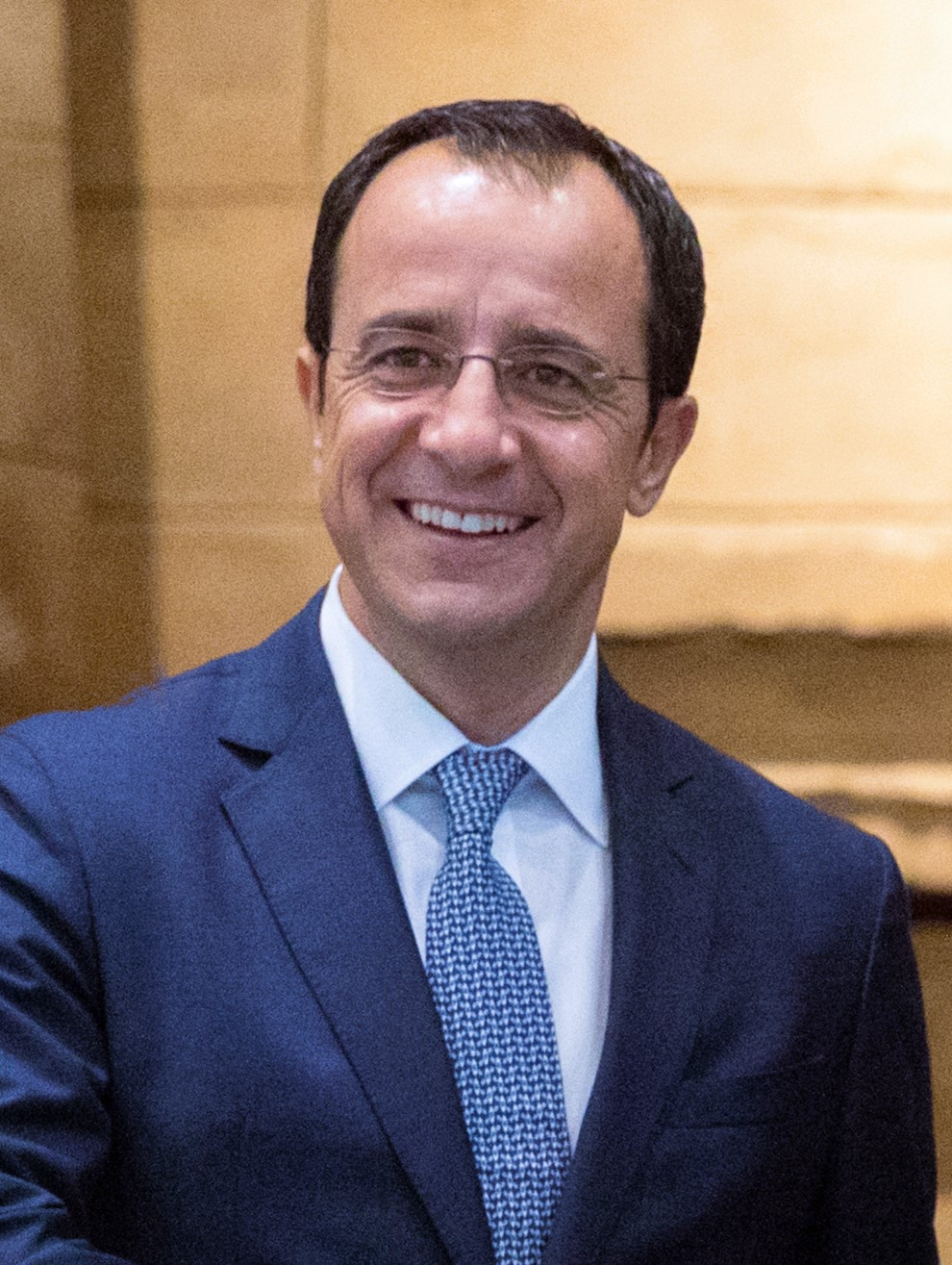
Níkos Christodoulídis

Níkos Christodoulídis l'emporte lors d'un second tour qui s'avère le plus serré qu'ait connu le pays depuis 1998, le candidat indépendant réunissant un peu moins de 52 % des suffrages. Son adversaire, Andréas Mavroyiánnis, reconnait sa défaite au soir du scrutin avant de le féliciter.
Âgé de 49 ans, Christodoulídis devient le plus jeune chef de l'État élu à la tête du pays. C'est également la première fois depuis vingt ans qu'un président est élu sans être le candidat de l'un des deux principaux partis, le Rassemblement démocrate (DISY) et le Parti progressiste des travailleurs (AKEL). Soutenu par plusieurs partis mineurs situés au centre — DIKO, EDEK, DIPA et KA —, Christodoulídis devra par conséquent composer avec les différentes formations politiques au cours de son mandat.
Le nouveau président fait face aux problèmes de la lutte contre l'inflation et la corruption, tous deux au centre des débats lors de la campagne. Bien que stabilisée, la première est alors en forte hausse — 10,9 % en 2022, puis 7,1 % début 2023 —, provoquant une grève générale en janvier, tandis que le scandale de corruption qui touche alors le gouvernement provoque l'indignation de l'opinion publique. Les allégations de corruptions autour du programme « passeports en or » qui vise à octroyer des passeports contre des investissements étrangers font en effet chuter la popularité du Gouvernement Anastasiádis II. Les bénéficiaires des passeports s'avèrent en grande partie russes, dans le contexte des sanctions instaurées à l'encontre de la Russie après son invasion de l'Ukraine un an plus tôt. Malgré un certain « tropisme russe », le gouvernement de l'île se range ainsi sur la position des autres membres de l'Union. Si les sanctions mettent ainsi fin aux derniers accords de coopération de défense russe avec un pays membre de l'Union européenne, elles voient également l'économie chypriote touchée par la perte des touristes en provenance de ce pays. Avec un million de voyageurs, ces derniers constituaient la principale nationalité d'arrivée du tourisme sur Chypre.
N'étant pas concerné par les accusations, Níkos Christodoulídis parvient à garder sa réputation intacte malgré sa précédente participation au gouvernement en tant que ministre des Affaires étrangères, avant que sa candidature présidentielle dissidente ne provoque son éviction du gouvernement et de DISY en amont de la présidentielle. Il promet ainsi une « tolérance zéro » dans le domaine de la corruption,.
L'élection présidentielle est par ailleurs marquée par le succès des candidats favorables à la « solution à deux États » et non à la réunification de Chypre sous une forme fédérale.